# Diocesi di Kalemie-Kirungu

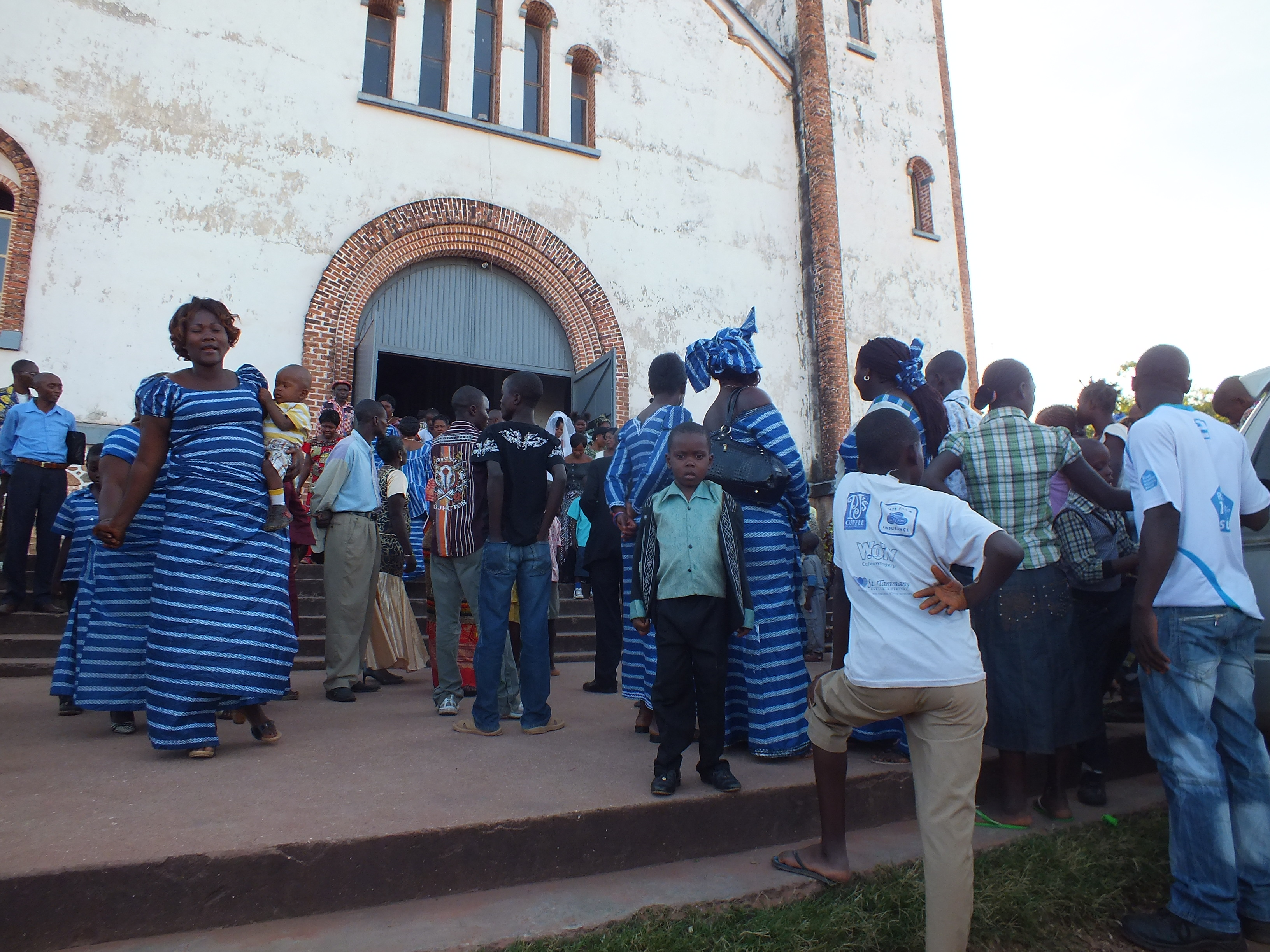
Un matrimonio alla procattedrale di Cristo Re a Kalemie.

La diocesi di Kalemie-Kirungu (in latino Dioecesis Kalemiensis-Kirunguensis) è una sede della Chiesa cattolica nella Repubblica Democratica del Congo suffraganea dell'arcidiocesi di Lubumbashi. Nel 2021 contava 922.745 battezzati su 1.465.400 abitanti. È retta dal vescovo Christophe Amade, M.Afr.

## Territorio
La diocesi si trova nella parte meridionale della Repubblica Democratica del Congo. Comprende i territori di Moba, Kalemie e Nyunzu nella provincia di Tanganyika, lungo il lago omonimo.
Sede vescovile è la città di Kirungu, dove sorge la cattedrale di San Giuseppe. A Kalemie si trova la procattedrale, dedicata a Cristo Re.
Il territorio si estende su 72.287 km² ed è suddiviso in 20 parrocchie, raggruppate in 3 decanati, corrispondenti ai 3 territori amministrativi.

## Storia
Il vicariato apostolico del Congo superiore fu eretto l'11 gennaio 1887 con il breve Quae catholico di papa Leone XIII, ricavandone il territorio dal vicariato apostolico del Tanganica (oggi diocesi di Kigoma).
Il 26 dicembre 1929 cedette una porzione di territorio a vantaggio dell'erezione del vicariato apostolico di Kivu (oggi arcidiocesi di Bukavu).
L'11 luglio 1939 assunse il nome di vicariato apostolico di Baudouinville (vicariatus apostolicus Balduinopolitanus), per effetto del decreto Cum in Congi della Congregazione di Propaganda Fide.
Il 10 gennaio 1952 cedette una porzione del suo territorio a vantaggio dell'erezione del vicariato apostolico di Kasongo (oggi diocesi).
Il 10 novembre 1959 il vicariato apostolico fu elevato a diocesi con la bolla Cum parvulum di papa Giovanni XXIII.
Il 24 aprile 1971 ha ceduto un'altra porzione di territorio a vantaggio dell'erezione della diocesi di Manono.
Il 22 agosto 1972 per effetto del decreto Cum Excellentissimus della Congregazione per l'evangelizzazione dei popoli ha cambiato nuovamente nome in favore di diocesi di Kalemie-Kirungu.

## Cronotassi dei vescovi
Si omettono i periodi di sede vacante non superiori ai 2 anni o non storicamente accertati.
- Victor Roelens, M.Afr. † (30 marzo 1895 - 22 settembre 1941 dimesso)
- Urbain Etienne Morlion, M.Afr. † (22 settembre 1941 succeduto - 29 settembre 1966 dimesso[5])
- Ioseph (Songolo) Mulolwa † (29 settembre 1966 - 11 novembre 1978 dimesso)
- André Ilunga Kaseba † (9 aprile 1979 - 21 agosto 1988 deceduto)
- Dominique Kimpinde Amando † (31 marzo 1989 - 15 settembre 2010 ritirato)
  - Sede vacante (2010-2015)
- Christophe Amade, M.Afr., dal 31 marzo 2015

## Statistiche
La diocesi nel 2021 su una popolazione di 1.465.400 persone contava 922.745 battezzati, corrispondenti al 63,0% del totale.
| anno | popolazione | popolazione | popolazione | presbiteri | presbiteri | presbiteri | presbiteri                | diaconi | religiosi | religiosi | parrocchie |
| anno | battezzati  | totale      | %           | numero     | secolari   | regolari   | battezzati per presbitero | diaconi | uomini    | donne     | parrocchie |
| ---- | ----------- | ----------- | ----------- | ---------- | ---------- | ---------- | ------------------------- | ------- | --------- | --------- | ---------- |
| 1950 | 79.992      | 450.000     | 17,8        | 81         | 22         | 59         | 987                       |         | 9         | 73        | 17         |
| 1959 | 95.784      | 322.885     | 29,7        | 67         | 17         | 50         | 1.429                     |         | 23        | 87        | 14         |
| 1969 | 123.049     | 392.822     | 31,3        | 64         | 20         | 44         | 1.922                     |         | 75        | 88        | 16         |
| 1980 | 136.600     | 401.780     | 34,0        | 37         | 8          | 29         | 3.691                     |         | 46        | 57        |            |
| 1990 | 184.487     | 426.000     | 43,3        | 34         | 13         | 21         | 5.426                     |         | 39        | 62        | 31         |
| 1997 | 482.130     | 975.693     | 49,4        | 52         | 39         | 13         | 9.271                     |         | 28        | 68        | 25         |
| 2003 | 560.132     | 980.700     | 57,1        | 59         | 52         | 7          | 9.493                     |         | 21        | 76        | 27         |
| 2004 | 562.200     | 980.000     | 57,4        | 58         | 51         | 7          | 9.693                     |         | 17        | 78        | 30         |
| 2006 | 595.000     | 1.038.000   | 57,3        | 61         | 55         | 6          | 9.754                     |         | 12        | 77        | 32         |
| 2008 | 660.000     | 1.155.000   | 57,1        | 85         | 81         | 4          | 7.764                     |         | 10        | 72        | 32         |
| 2013 | 677.000     | 1.185.000   | 57,1        | 75         | 71         | 4          | 9.026                     |         | 9         | 126       | 19         |
| 2016 | 789.504     | 1.282.944   | 61,5        | 79         | 75         | 4          | 9.993                     |         | 9         | 117       | 20         |
| 2019 | 867.750     | 1.376.380   | 63,0        | 89         | 87         | 2          | 9.750                     |         | 2         | 45        | 20         |
| 2021 | 922.745     | 1.465.400   | 63,0        | 97         | 96         | 1          | 9.512                     |         | 1         | 124       | 20         |